# A. C. Lyles
Andrew Craddock Lyles Jr., conocido como A.C. Lyles, (Jacksonville, Florida, 17 de mayo de 1918 – Los Ángeles, California, 27 de septiembre de 2013) fue un productor de cine y televisión estadounidense más conocido por producir una variedad de westerns durante la década 1950 y 1960.
Lyles comenzó a trabajar para los estudios Paramount tras terminar sus estudios de secundaria. En 1954 se convirtió en asistente de producción en la película La montaña siniestra, protagonizada por Spencer Tracy y Robert Wagner. Su primer trabajo como productor fue en la película Atajo al infierno (1957), dirigida por James Cagney. También produjo nueve episodios de la serie western Rawhide en 1959. El western fue el género de la mayoría de las películas que produjo en la década de 1960.
El 3 de marzo de 1988 Lyles fue premiado con una estrella en el Paseo de la Fama de Hollywood, localizada en el 6840 de Hollywood Boulevard.
El último trabajo de Lyles fue como consultor de producción en la serie de televisión Deadwood entre los años 2005 y 2006.

## Vida personal
Se casó con la actriz Martha Vickers en 1948, pero se divorció al año siguiente. Se casó con Martha French en 1955. El 27 de septiembre de 2013. Lyles murió en su casa de Los Ángeles (California, EE. UU.) a los 95 años de edad.